# Masegoso
Masegoso er en by og kommune i det sydøstlige Spanien i provinsen Albacete. Den har et indbyggertal på 116 (2024) indbyggere.